# Championnat de France masculin de handball de Nationale 3 2014-2015
Navigation
Nationale 3 2013-2014 Nationale 3 2015-2016
Le Championnat de France de handball masculin de Nationale 3 est le 5e échelon national.

## Les clubs de l'édition 2014-2015
| Poule 1 - AGJA Bordeaux Cauderan - HBC Libourne - Billère Handball Pau Pyrénées rés. - HBC Thuir - Asson sports - ASPOM Bègles handball - HBC Oloron - Pau Nousty sports rés. - Zibéro sports Tardets - Handball Club Espalion - Handball Club Roques-sur-Garonne - Handball Brive Corrèze | Poule 2 - Civray US HB - Niort HB Soucheen - Angers Noyant Handball rés. - Hennebont - Lochrist HB - US Orléans - Amicale Epernon - Lesneven Le Folgoët - Pana loisirs - ES Segré Haut Anjou - Mainvilliers-Chartres Handball rés. - Valvert Handball - Capo Limoges HB | Poule 3 - Patronage laïque Granville - Chaville HB - Saint-Marcel Vernon rés. - Jeanne d'Arc Bruz - Bois Colombes HB - Morlaix Plougonven HB - Versailles Handball Club - E.S. Falaise Calvados HB - E. Plesseenne Handball - Stade de Vanves Handball - Caen Handball rés. - CPB Rennes rés. | Poule 4 - Morsang Fleury HB - Lille Villeneuve d'Ascq - Entente sportive Vitry - CM d'Aubervilliers - US Lagny - AS Neuilly-en-Thelle - Handball Club Serris-Val-d'Europe - UMS Pontault-Combault rés. - CSM Puteaux HB - Le Chesnay Yvelines Handball - Beauvais OUC - Stade olympique Calais HB |

| Poule 5 - AS Voltaire Châtenay-Malabry - Haguenau AS - AS Saint-Brice Courcelles - Marolles Handball - CSA Kremlin-Bicêtre - Issy Handball masculin - Villemomble Handball - Thionville Moselle Handball - Grand Nancy ASPTT HB rés. - Romilly HB - Hœnheim - Amicale laïque de Neuves-Maisons | Poule 6 - MJC Vaulx-en-Velin Handball - HBC Lure Villers - Beaune Handball - HBC Semur-en-auxois rés. - Beaujolais Val de Saône - Molsheim - Mulhouse/Rixheim ASPTT - Entente Strasbourg Schiltigheim rés. - HBC Savino Chapelin - Entente Chaussin/Tavaux/Damparis HB - Raon-l'Étape-Cis Handball - H.B.C. Talant | Poule 7 - Villeurbanne handball association rés. - AL Voiron HB - CS Bourgoin-Jallieu HB - Firminy Vallée de l'Ondaine Handball - Valence Handball rés. - Saint-Flour Handball - AS Fontaine HB - Handball club Cournon d'Auvergne - Meylan HB - Mende Gévaudan Club Handball - Annecy Handball - FL Courpière Handball | Poule 8 - Pays Aubagne Handball - Istres OPH rés. - Cavigal Nice rés. - SMUC Marseille - AS BTP Nice HB - O. Antibes Juan-les-Pins HB - Prades-le-Lez Handball - Handball Corte - SCO Avignon - Élite masculine Gardeenne Valettoise - Pays d'Aix Université Club handball rés. - Exempt |